# Robert Kempiński
Robert Kempiński est un joueur d'échecs polonais né le 11 juillet 1977 à Gdańsk. Grand maître international depuis 1996, il a remporté le championnat de Pologne en 1997 et 2001.
Au 1er novembre 2017, il est le onzième joueur polonais avec un classement Elo de 2 582 points.

## Carrière aux échecs
Robert Kempiński a remporté le championnat d'Europe d'échecs de la jeunesse à trois reprises : en 1993 (moins de 16 ans), 1994 et 1995 (moins de 18 ans) ainsi que le championnat du monde des moins de 18 ans en 1995.
Il a participé à six olympiades d'échecs de 1996 à 2006 et à six championnats d'Europe par équipe (de 1997 à 2005 et en 2015), remportant la médaille d'argent individuelle au quatrième échiquier en 1999 et la médaille de bronze individuelle à l'échiquier de réserve en 2015.
Dans les tournois individuels, il a remporté à victoire à Zlín en 1994, České Budějovice 1995, Lippstadt 1995, Frýdek-Místek 1997, l'open de Bienne en 2000 et Bad Zwesten 2004, l' Open Neckar à Deizisau en 2005 et la coupe Porzellan à Dresde en 2008. En 2006, il finit premier du Mémorial Rubinstein à Polanica-Zdrój.
En 2004, il finit huitième du championnat d'Europe d'échecs individuel et se qualifia pour le championnat du monde de la Fédération internationale des échecs 2004 en Libye à Tripoli où il fut éliminé au premier tour.
Lors de la Coupe du monde d'échecs 2005, il fut éliminé au deuxième tour par le Français Étienne Bacrot.
En 2015, il finit quinzième du championnat d'Europe d'échecs individuel et se qualifia pour la Coupe du monde d'échecs 2005 où il fut éliminé au premier tour par Nguyen Ngoc Truong Son.